# Charlotte Pothuis
Charlotte Boom-Pothuis (Spitalfields (Londen), 1 april 1867 – Amsterdam, 24 januari 1945) was een Nederlands etser, lithograaf, schilder en tekenaar.

## Leven en werk
In 1868 trouwden in Amsterdam de joodse venter Joseph Elias Pothuis (1828-1885) en Esther Brandon (1835-1910), waarbij twee kinderen werden erkend die in Londen waren geboren, onder wie Charlotte. Ze was een oudere zus van vakbondsbestuurder Samuel Pothuis. 
Charlotte Pothuis werd opgeleid aan de Dagteeken- en Kunstambachtsschool voor Meisjes in Amsterdam, als leerling van Betsy Kerlen. Later kreeg zij nog les van Henriëtte Asscher, Meijer de Haan en Jan Zürcher. In 1891 trouwde ze met de schilder Karel Alexander August Jan (Alex) Boom (1862-1943). Uit dit huwelijk werden de schilderes Louise Boom en siertekenaar Robert Boom geboren. In 1928 exposeerde het echtpaar bij de galerie Intima in de Leidsestraat.
Pothuis schilderde en etste onder meer dorps- en stadsgezichten, landschappen, portretten en stillevens. Door haar geschilderde portretten van Willem Paap en Israël Querido (1936) zijn opgenomen in de collectie van het Amsterdam Museum. Van 1896 tot 1897 had ze met de schilderes Anna Sluijter een eigen fotoatelier, aan de Singel in Amsterdam, onder de naam 'Dames Sluijter & Boom'. Het was waarschijnlijk het eerste door vrouwen gedreven fotoatelier in Amsterdam.
Pothuis was aangesloten bij Arti et Amicitiae, werkend lid van Sint Lucas en een van de oprichters van de kunstkring 'Appeles'. Ze exposeerde van 1903 tot 1939 vrijwel jaarlijks. De kunstenares was een schoonzuster van de feministe Carry Pothuis-Smit en ook lid van de Vereeniging voor Vrouwenkiesrecht. In hoeverre zij een actieve rol speelde in de vrouwenbeweging is niet bekend, wel werkte ze mee aan de tentoonstelling De Vrouw 1813-1913.
Pothuis overleed in 1945 in Amsterdam, op 78-jarige leeftijd.